# Mai am un singur dor
„Mai am un singur dor” este o poezie scrisă de Mihai Eminescu în 1881 și finisată de-a lungul cîtorva ani. A văzut lumina tiparului în 1884, în volumul „Poesii”. Există mai multe versiuni ale acestei poezii, printre care de exemplu „Nu voi mormânt bogat”.

## Muzică
Guilelm Șorban, Mai am un singur dor, cântec, 1901
George Enescu, Simfonia a V-a (neterminată), 1941